# Тейлор, Крис (геймдизайнер)
Крис Тейлор (англ. Chris Taylor) — разработчик компьютерных игр, создатель компьютерной игры Total Annihilation, основатель и глава Gas Powered Games (ныне Wargaming Seattle).

## Биография
Крис Тейлор родился в Британской Колумбии. Первой игрой, в разработке которой Крис Тейлор принимал участие, была Hardball II (1989). В 1996 году он переехал в Сиэтл и поступил на работу в Cavedog Entertainment в качестве дизайнера и руководителя проекта стратегии в реальном времени Total Annihilation, получившей множество наград от различных изданий, и её первого дополнения The Core Contingency. В 1997 году он покидает компанию и основывает в мае 1998 года компанию Gas Powered Games, которая выпустила ролевые игры Dungeon Siege (2002) и Dungeon Siege II (2005).
В 2007 году вышла духовная наследница Total Annihilation, стратегия Supreme Commander, также получившая множество положительных откликов.
14 января 2013 года Тейлор запустил на Kickstarter проект «Wildman». Проект завершился неудачей — из требуемых 1,1 миллиона долларов удалось собрать только половину.
В июле 2013 года студия Gas Powered Games была приобретена компанией Wargaming.net и переименована в Wargaming Seattle.
В ноябре 2016 года Крис Тейлор покинул компанию Wargaming Seattle. Причиной ухода геймдизайнер назвал усталость. Он планирует заняться независимыми проектами с небольшой студией.

## Игрография
| Год  |    | Русское название | Оригинальное название                    | Роль                           |
| ---- | -- | ---------------- | ---------------------------------------- | ------------------------------ |
| 1989 | ки |                  | HardBall II                              | дизайнер, программист          |
| 1989 | ки |                  | The Duel: Test Drive II                  | дизайнер, программист          |
| 1991 | ки |                  | 4-D Boxing                               | дизайнер, программист          |
| 1995 | ки |                  | Triple Play 96                           | дизайнер, программист          |
| 1997 | ки |                  | Total Annihilation                       | руководитель проекта           |
| 1998 | ки |                  | Total Annihilation: The Core Contingency | руководитель проекта           |
| 2002 | ки |                  | Dungeon Siege                            | руководитель проекта, дизайнер |
| 2003 | ки |                  | Dungeon Siege: Legends of Aranna         | исполнительный директор        |
| 2005 | ки |                  | Dungeon Siege II                         | креативный директор            |
| 2006 | ки |                  | Dungeon Siege: Throne of Agony           | дизайнер                       |
| 2006 | ки |                  | Dungeon Siege II: Broken World           | дизайнер                       |
| 2007 | ки |                  | Supreme Commander                        | дизайнер                       |
| 2007 | ки |                  | Supreme Commander: Forged Alliance       | креативный директор            |
| 2008 | ки |                  | Space Siege                              | креативный директор            |
| 2009 | ки |                  | Demigod                                  | креативный директор            |
| 2010 | ки |                  | Supreme Commander 2                      | ведущий дизайнер               |
| 2011 | ки |                  | Dungeon Siege III                        | дизайнер                       |
| 2011 | ки |                  | Age of Empires Online                    | креативный директор            |